# EBird
eBird is een online database over gespotte vogels in de wereld. Oorspronkelijk opgericht met doel vogels te spotten in het Westelijk halfrond werd de database uitgebreid naar het Oostelijk halfrond in juni 2010. Het wordt gebruikt door wetenschappers en biologen en amateurvogelspotters om meer informatie te verkrijgen over de verspreiding van soorten.

## Geschiedenis
eBird werd in 2002 opgericht door de Cornell Lab of Ornithology van Cornell University en National Audubon Society. eBird is voornamelijk een database die informatie verzameld over de verspreiding van vogels en hun leefgebied verspreid over de wereld. De database is gebaseerd op de ÉPOQ database van Jacques Larivée uit 1975. Jaarlijks worden er meer dan 100 miljoen vogels gespot door wetenschapper en amateurs.

## Gebruik
De database laat wetenschappers toe om meer te leren over vogelmigratie en de invloeden van het klimaat op de jaarlijkse trek naar het Zuiden. De data over de vogels wordt verzameld aan de hand van een lijst die ingevuld wordt door de individuele gebruikers.